# Yakubu Aiyegbeni
Yakubu Aiyegbeni (Benin City, Nigéria), 1982. november 22. –) nigériai labdarúgó csatárként. Statisztikái alapján ő az angol élvonal eddigi legjobb afrikai támadója.

## Pályafutása

### Kezdeti évek
Yakubu Portugáliában, a Gil Vicente csapatában kezdte meg profi pályafutását, 1998-ban. Itt nem jutott játéklehetőséghez, ezért az izraeli Makkabi Haifához igazolt. Ezután kölcsönadták a Hapóél Kfar Szabának és a Dinamo Kijivnek, hogy tapasztalatot gyűjtsön. Visszatérése után fontos tagja lett a Makkabinak és két bajnoki címet nyert a csapattal. Gólerősségének köszönhetően több klubrekordot is megdöntött.
Az angol Derby County próbajátékra hívta, de leigazolni nem tudták, mivel nem kapta meg a munkavállalási engedélyt Nagy-Britanniában. 2002-ben kölcsönvette a Portsmouth, akik 2003 januárjában véglegesen is leigazolták.

### Portsmouth
Az ő góljainak is köszönhetően a Portsmouth megnyerte a másodosztály 2002/03-as kiírását. Első Premier League-szezonjában 35 alkalommal volt kezdő és 16 gólt szerzett. Az évad utolsó meccsén négyszer talált be a Middlesbrough ellen.
2004 nyarán több klub is szerette volna leigazolni, egyesek 10 millió fontot is adtak volna érte, de úgy döntött, hogy marad és segít a Pompeynak a Premier League meghatározó tagjává válni. 2005 májusában, egy Bolton Wanderers elleni meccsen szerezte utolsó gólját a Portsmouth színeiben. A találkozó 1-1-gyel ért véget, a kék mezesek Yakubu találatának köszönhették, hogy bennmaradták az élvonalban.

### Middlesbrough
2005 nyarán a Middlesbrough 7,5 millió fontért leigazolta. Az UEFA-kupában a legjobb 16 között győztes gólt szerzett az AS Roma ellen. Csapata később idegenben lőtt több gólja miatt tovább is jutott. Egészen a döntőig jutottak, ahol Yakubu is pályára lépett, de a Boro 4-0-ra kikapott a Sevillától.

### Everton
Az Everton 2007 augusztusában 11,25 millió fontért leigazolta Yakubut. A klub hagyományainak megfelelően a 9-es számú mezt kapta volna meg, de ő ehelyett a 22-est kérte, mivel ennyi gólt szeretett volna szerezni első szezonjában. Végül mindössze egy találattal maradt el ettől. Első tétmeccsén mindössze 11 perc alatt betalált a Bolton hálójába. 2007 decemberében klasszikus mesterhármast szerzett a Fulham ellen.
A 2008-as afrikai nemzetek kupája után későn tért vissza a csapathoz, ami miatt David Moyes egy időre kitette a kezdőből, de a szezon utolsó meccsén, a Newcastle United duplázott, amivel biztossá vált, hogy csapata elindulhat az UEFA-kupában. Minden sorozatot egybevéve 21 gólt szerzett ebben az idényben.
A 2008/09-es szezon elején, a West Bromwich Albion ellen megszerezte 100. gólját Angliában. Megmaradt a jó formája és több fontos gólt is szerzett, de 2008. november 30-án, egy Tottenham Hotspur elleni mérkőzésen elszakadt az Achilles-ina, ami miatt hosszú ideig nem játszhatott. Majdnem egy évvel később, egy Hull City elleni Ligakupa-meccsen tért vissza az első csapatba és gólt is szerzett egy higgadt megoldás után.

## Válogatott
Yakubu 2000 óta tagja a nigériai válogatottnak, eddig 46 mérkőzésen lépett pályára és 18 gólt szerzett. Részt vett a 2000-es nyári olimpián, valamint a 2008-as afrikai nemzetek kupáján is.

## Sikerei, díjai

### Makkabi Haifa
- Izraeli bajnok: 2000/01, 2001/02
- Az izraeli kupa ezüstérmese: 2002
- Toto-kupa-győztes: 2002

### Portsmouth
- Az angol másodosztály bajnoka: 2002/03

### Middlesbrough
- Az UEFA-kupa ezüstérmese: 2006

### Everton
- Az FA Kupa ezüstérmese: 2009

## Külső hivatkozások
- Yakubu Aiyegbeni pályafutásának statisztikái a Soccerbase oldalon (angolul)

- Yakubu Aiyegbeni adatlapja az Everton honlapján

## Fordítás
- Ez a szócikk részben vagy egészben  a   Yakubu Aiyegbeni című angol Wikipédia-szócikk fordításán alapul.  Az eredeti cikk szerkesztőit annak laptörténete sorolja fel. Ez a jelzés csupán a megfogalmazás eredetét és a szerzői jogokat jelzi, nem szolgál a cikkben szereplő információk forrásmegjelöléseként.